# Kongregacionalismus
Kongregacionalismus neboli kongregační zřízení je typ organizace církve založený na nezávislosti každého sboru (congregatio). „Církevní zřízení kongregačního typu spočívá v přesvědčení, že bohoslužebně shromážděný sbor je církví v plném smyslu a je nezávislý na vyšších instancích církevní a státní moci.“ Sbory jsou tedy samosprávné, mohou však spolupracovat s dalšími sbory a shlukovat se do nadsborových struktur, které však nemají, pokud hovoříme o skutečně kongregačním zřízení, žádné mechanismy, kterými by mohly zasahovat do vnitřních záležitostí členských sborů.
V českém prostředí můžeme za kongregační zřízení označit baptistické svazy Společenství baptistických sborů a Bratrskou jednotu baptistů, Církev bratrskou nebo Křesťanské sbory. Ve světě je kongregacionalismus mnohem rozšířenější. Příklady církví s kongregačním uspořádáním jsou například kvakeři, různé baptistické jednoty či část metodistů.
Vedle episkopálního a presbyterního zřízení jde o nejmladší typ církevní organizace, jehož vznik se datuje do počátku 17. století.

## Vznik kongregacionalismu

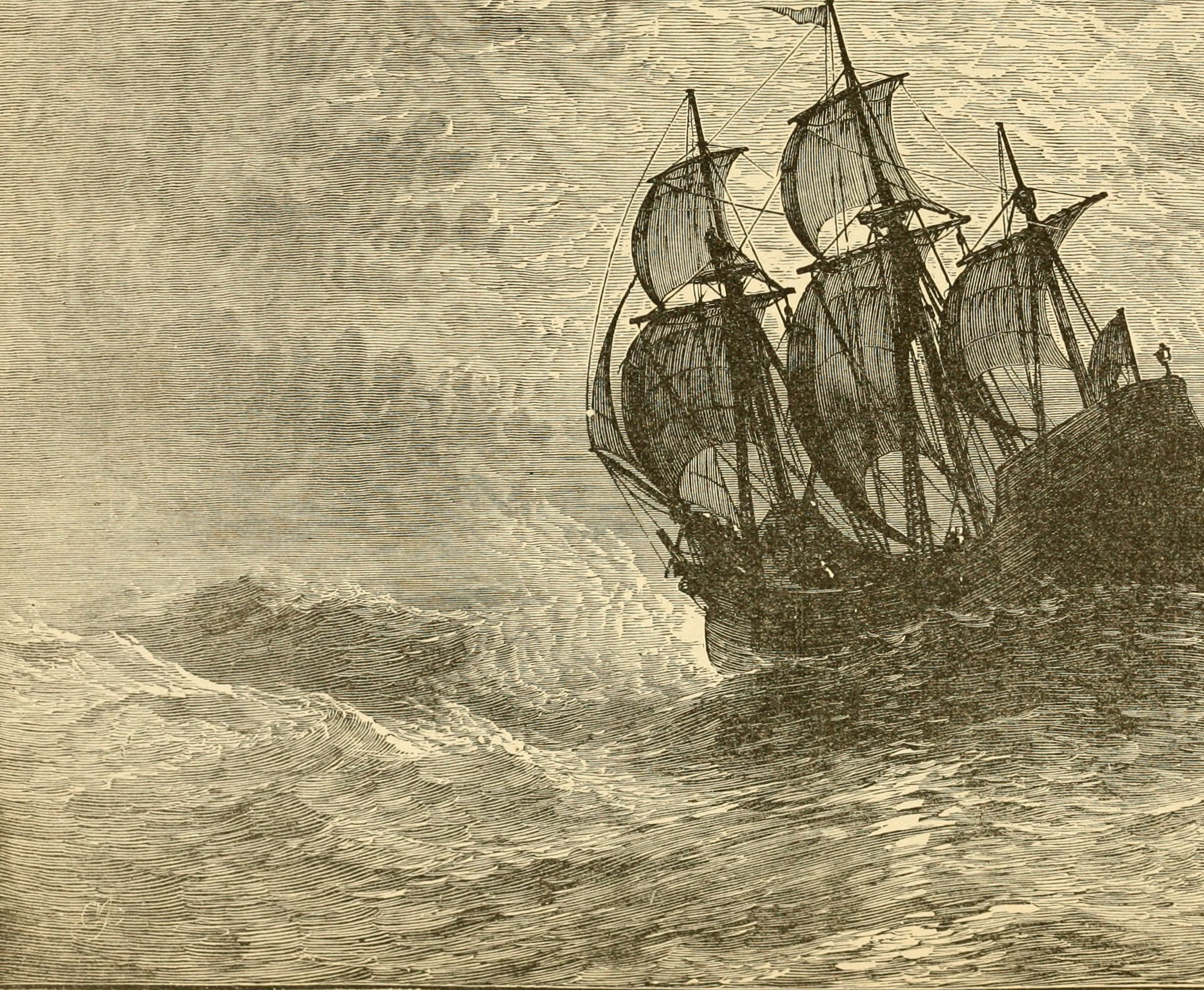
Loď Mayflower vezoucí kongregacionalisty do Ameriky.

Dá se předpokládat,[zdroj?] že raná církev z počátku netvořila žádné složité církevní organizace. Z biblických svědectví a dalších pramenů se můžeme spíše dohadovat,[zdroj?] že struktura církve byla spíše volná, než organizovaná. Jednotlivé sbory podléhaly větší či menší míře samosprávy.[zdroj?] S rostoucím ohrožením, jak už vnějším v podobě pronásledování církve, či vnitřním v podobě gnostického učení a jiných herezí, se od 2. století formovala potřeba sbory sjednotit a uspořádat do církevní organizace. Vzniká tedy raná církev katolické, do jejíhož čela se postavil římský biskup. Zde je tedy počátek hierarchického zřízení církve, zvané též episkopální.
Až reformace přichází se zpochybněním hierarchického uspořádání církve. Jan Kalvín zavedl několik kategorií církevních pracovníků, mezi nimiž byli také volení starší z laiků. Přizváním laiků do církevní správy se tak zakládá presbyterní zřízení. To na začátku 17. století podrobněji formulovali angličtí puritáni, kteří měli za cíl „očistit“ anglikánskou církev a navrátit ji k biblickému základu. To s sebou neslo také důraz na změnu církevního uspořádání. Thomas Cartwright (1535–1603), profesor teologie z Cambridge, vystupoval proti nadvládě biskupů a zastával názor, že sbor má být vedený volenou skupinou presbyterů v čele s voleným duchovním. Takovéto presbyterstvo mělo, podle Cartwrighta, být voleno také v každé diecézi.
Někteří puritáni ale viděli v presbyteriánství stále určitý kompromis a vyžadovali absolutní nezávislost sboru na církevní hierarchii. Zástupcem tohoto proudu je Henry Jacob (1563–1642), považovaný za zakladatele kongregacionalismu. Již v roku 1616 byl Jacob pastorem nezávislého anglikánského sboru v Londýně. Nicméně až za vlády Olivera Cromwella po roce 1648 získal kongregacionalismus v Anglii nadvládu.
Puritáni však měli za cíl zůstat státní církví, nikoliv se od oficiální církve oddělit. Separatistické tendence se však také objevili. Například Robert Browne (1550–1633) prosazoval dobrovolný smluvní vztah jednotlivých věřících s Kristem a se sebou navzájem, volbu církevních funkcionářů členy sboru a rovnost všech sborů v rámci celku církve (žádný sbor nemůže mít pravomoci nad druhým sborem). Další ze separatistů byli nuceni odejít z Británie, usadili se v Holandsku, odkud v roce 1620 emigrovali na známé lodi Mayflower do Ameriky. Zde kongregacionalismus převládl a až do 19. století byl v USA nejčastějším církevním uspořádáním.

## Církevní struktura
Na rozdíl od episkopálního a presbyterního uspořádání je u kongregacionalismu kladen důraz na nezávislost jednotlivých sborů. Autorita Krista zde není odvozená od příslušnosti k církevní hierarchii, ale ze samotného místního společenství věřících. „Každá místní církev je přímo zodpovědná svému Pánu a v tomto smyslu je autonomní (tedy zodpovědná pod Kristovým vedením za své záležitosti).“ Zásady a stanoviska Bratrské jednoty baptistů to formulují například takto: 
„Věříme, že každý místní sbor má svobodu a odpovědnost hledat a nalézat, co je Kristovou vůlí v jeho vlastním životě a díle.“
Důležitým předpokladem této autonomie místech sborů je víra těchto společenství ve všeobecné kněžství všech věřících. Tato víra znamená, že člověk nepotřebuje ke kontaktu s Bohem žádného prostředníka, ale má možnost k němu přistupovat bezprostředně. 
„Zastáváme zásadu ‚všeobecného kněžství věřících‘, podle níž jsou všechny údy sboru povolány ke službě.“
Organizace sboru je většinou rozdělena mezi tyto složky:
- Sborové shromáždění - Nejvyšší autoritou sboru (církve) jsou členové sboru samotní. O zásadních rozhodnutích hlasuje členské shromáždění celého sboru.
- Starší - Sbor si většinou k běžnému rozhodování ze svého středu volí užší skupiny či jednotlivce. Tyto výbory (většinou zvané „staršovstva“) rozhodují z pověření sborového shromáždění, sboru jsou za své rozhodování zodpovědní a sborem jsou i odvolatelní.
- Duchovní - Postavení duchovního (kazatele, pastora) je služebné. Není knězem, tedy prostředníkem mezi Bohem a lidmi. Je sborem volen a pověřován většinou k vyučování (kázání) a pastorační péči o členy sboru. Sboru je ze své činnosti odpovědný a sborem je také odvoláván.

Sbory kongregačních církví jsou vzájemně nezávislé, autonomní a nejsou podřízeny žádnému výše postavenému jednotlivci (například biskupovi) či organizaci. To však neznamená, že by byli kongregační církve izolacionistické. 
„Věříme, že vzájemný svazek uskutečněný v místním sboru vede k vytváření širších svazků mezi sbory a společenstvími sborů kdekoliv je to možné.“
Místní sbory spolupracují s církvemi na lokální a regionální úrovni a sdružují se do unií a národních jednot. Tyto asociace však nejsou v žádném smyslu nadřazené místním sborům, do jejichž vnitřních záležitostí nemají mít možnost zasahovat. O záležitostech týkajících se těchto nadsborových asociací rozhodují volení zástupci z řad členů sborů.
Kongregacionalisté se brání tomu, označovat svůj způsob vedení církve za demokracii. Tvrdí totiž, že církev nemůže být vedena vůlí většiny a svá hlasování označují za společné hledání Boží vůle, kde si jsou všichni členové sboru před Bohem rovni.